# Millares (Valencia)
Millares (Valencianisch: Millars) ist eine spanische Gemeinde mit 329 Einwohnern (Stand: 2024) in der Comarca Canal de Navarrés im Südwesten der Provinz Valencia.

## Geographie
Millares liegt etwa 40 Kilometer südwestlich von Valencia in einer Höhe von ca. 345 m. Der Río Júcar begrenzt die Gemeinde im Norden und Nordosten.

## Demografie
| 1900 | 1930 | 1950 | 1970 | 1981 | 1991 | 2001 | 2011 | 2021 |
| ---- | ---- | ---- | ---- | ---- | ---- | ---- | ---- | ---- |
| 816  | 2323 | 1428 | 1013 | 827  | 756  | 616  | 466  | 341  |

## Sehenswürdigkeiten
- Höhlen
  - In der rund 500 Meter langen ‚Cova Dones‘ (‚Cueva Dones‘) wurden im Sommer 2021 mehr als 100 Höhlenmalereien entdeckt, deren Alter mindestens 24.000 Jahre beträgt.[6]
- Dinosaurierspuren von Tambuc
- Burgruinen
- Marienkirche (Iglesia de la Transformación)
- Rochuskapelle

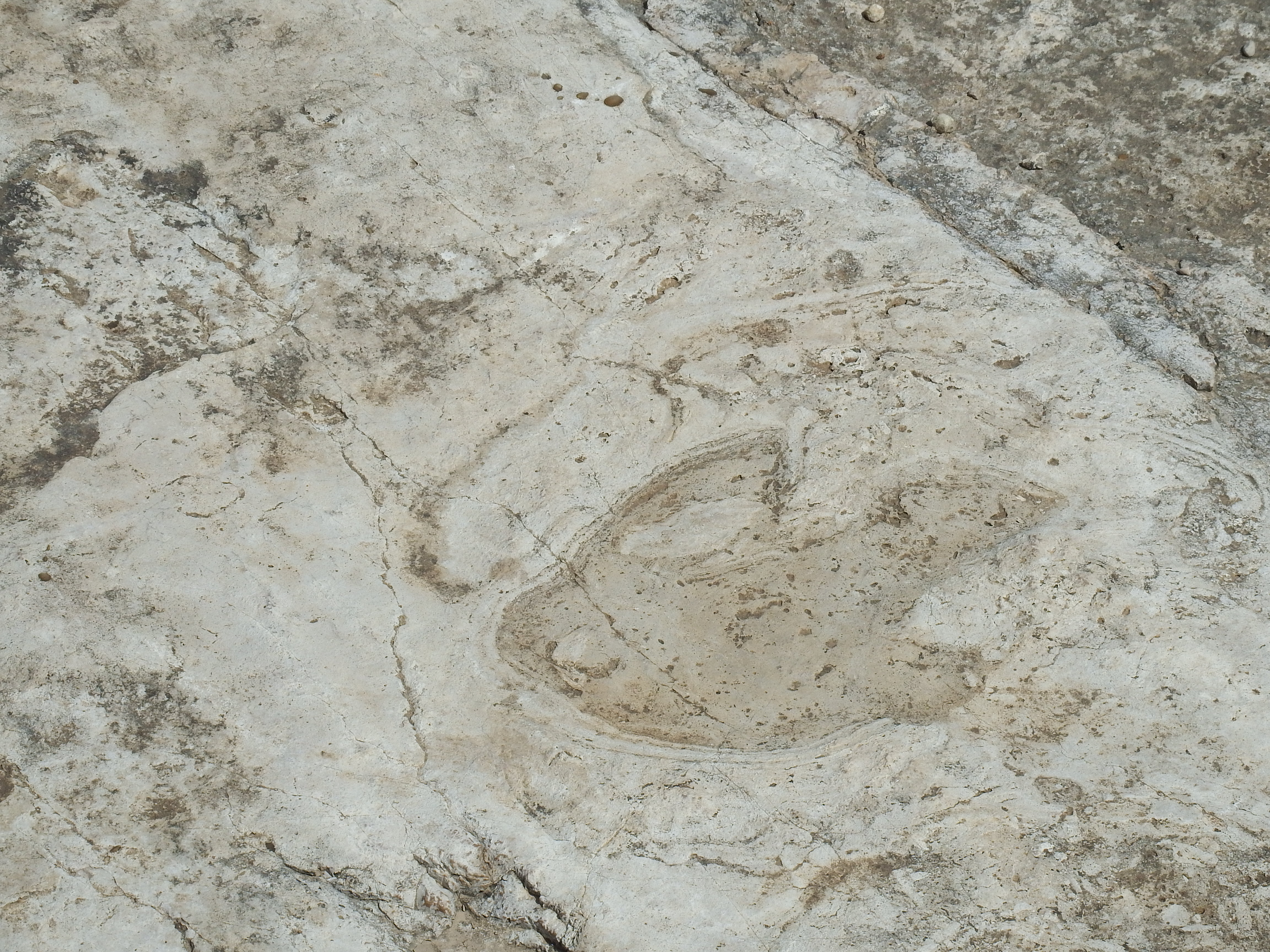
Dinosaurierspuren von Tambuc
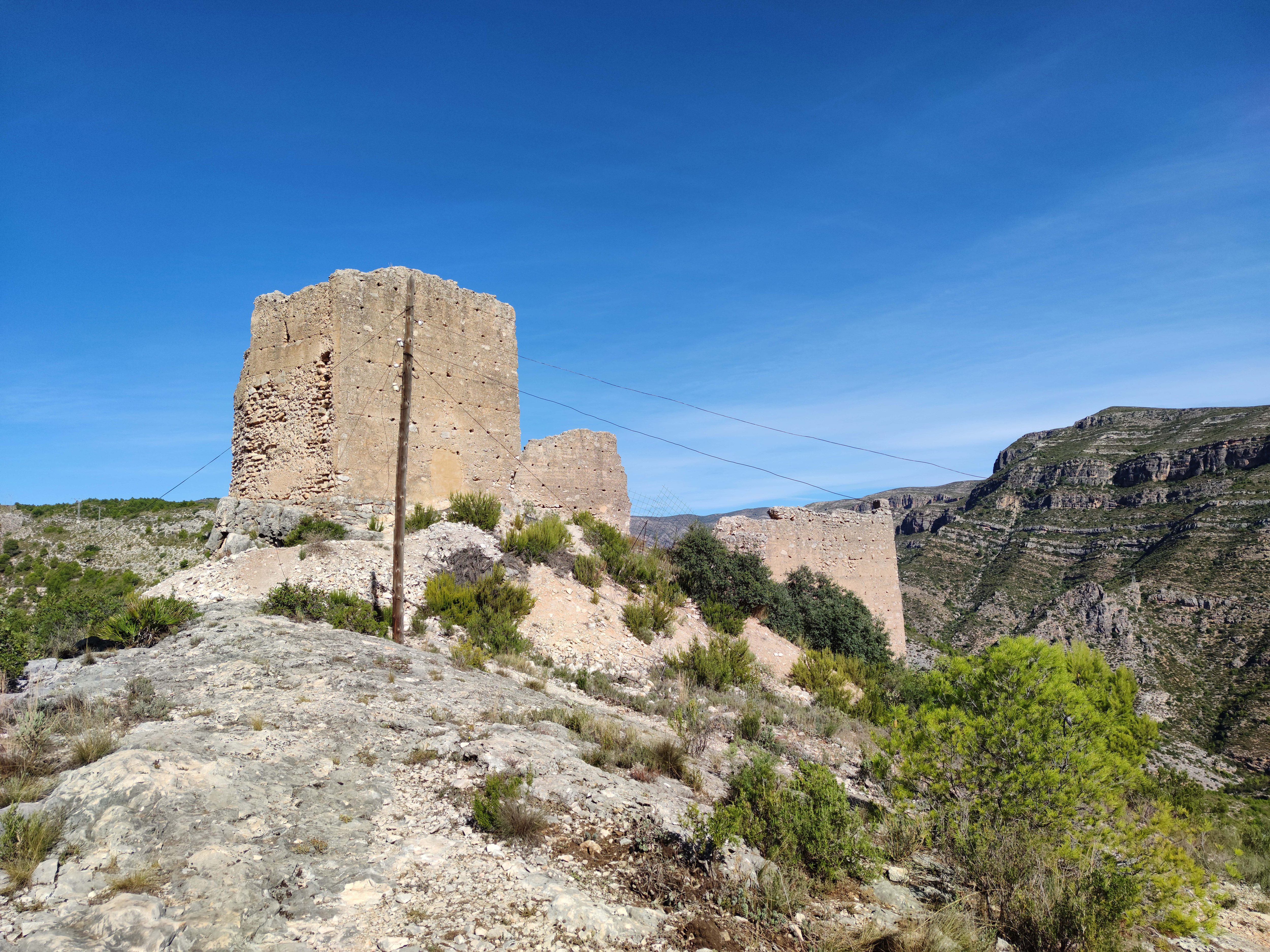
Burgruine
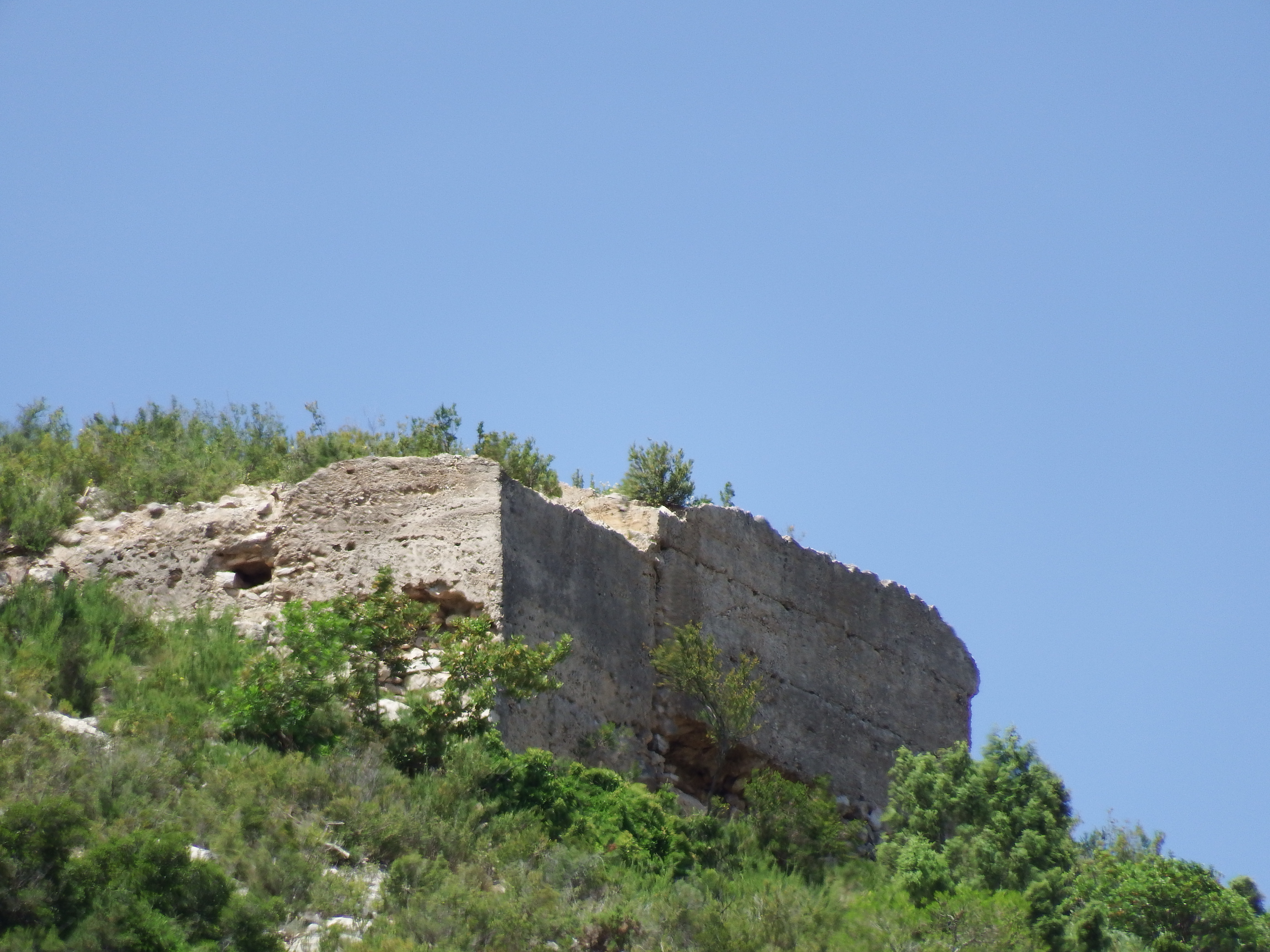
Burgruine von Corral Antón
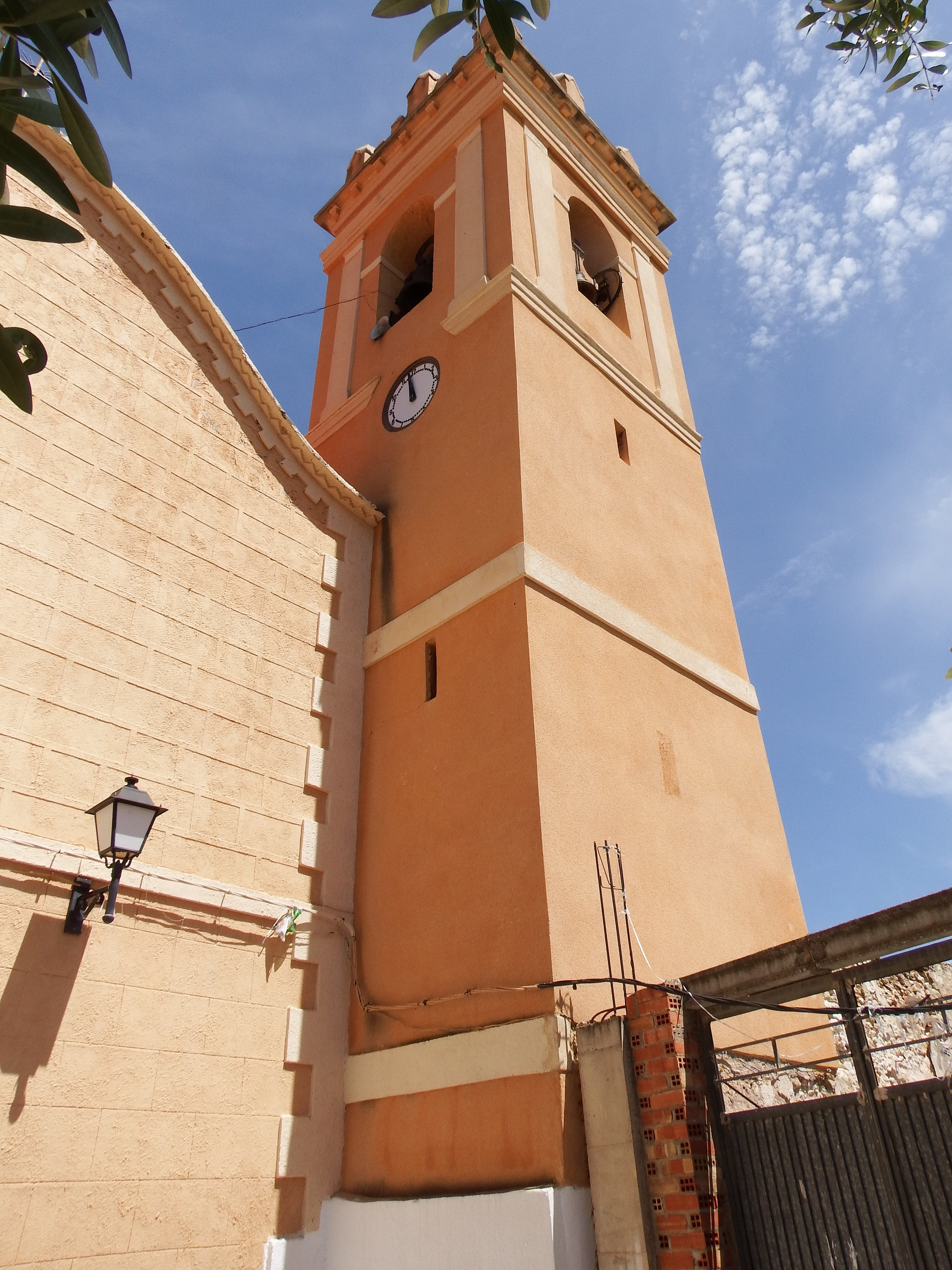
Marienkirche
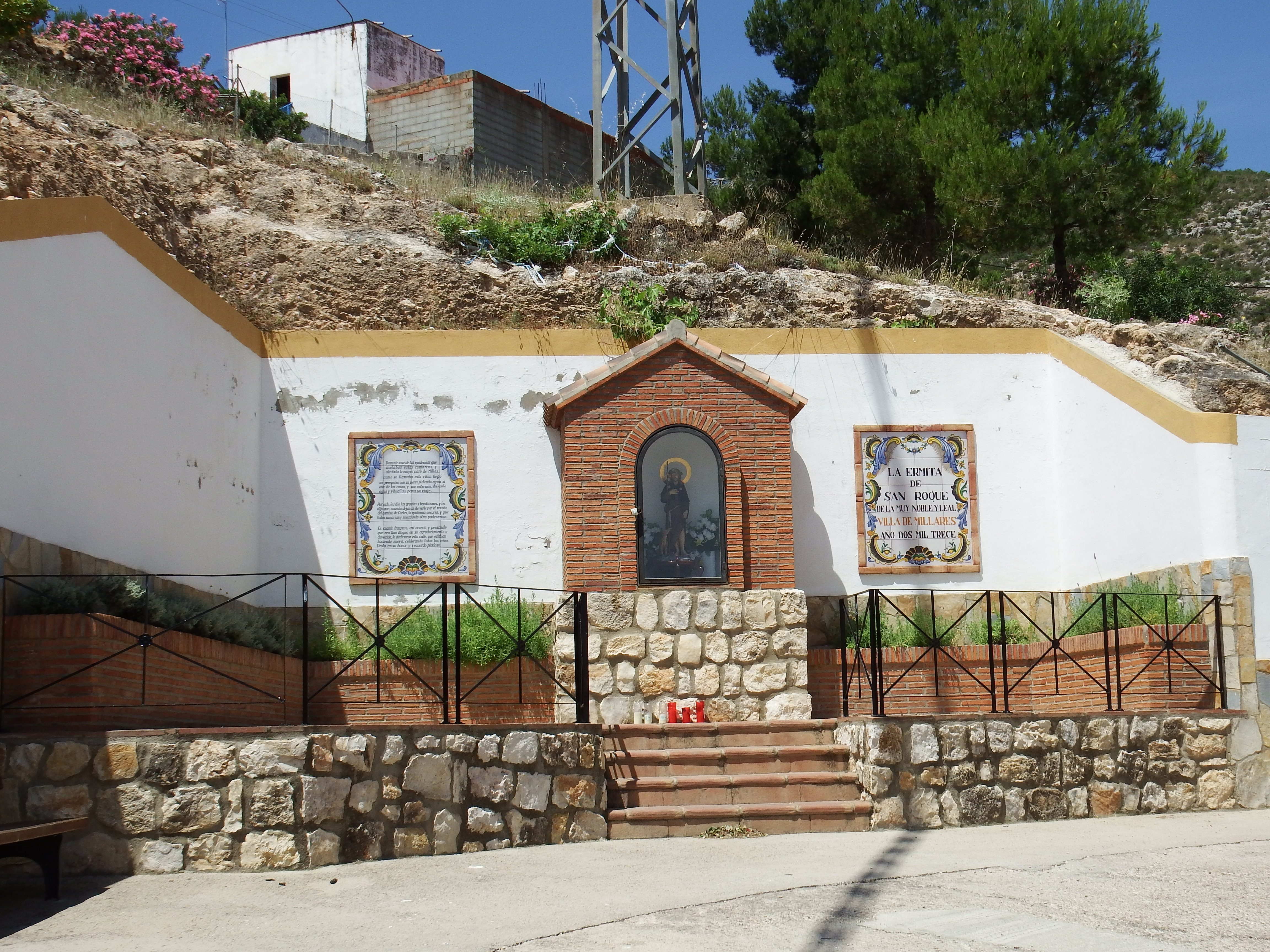
Rochuskapelle
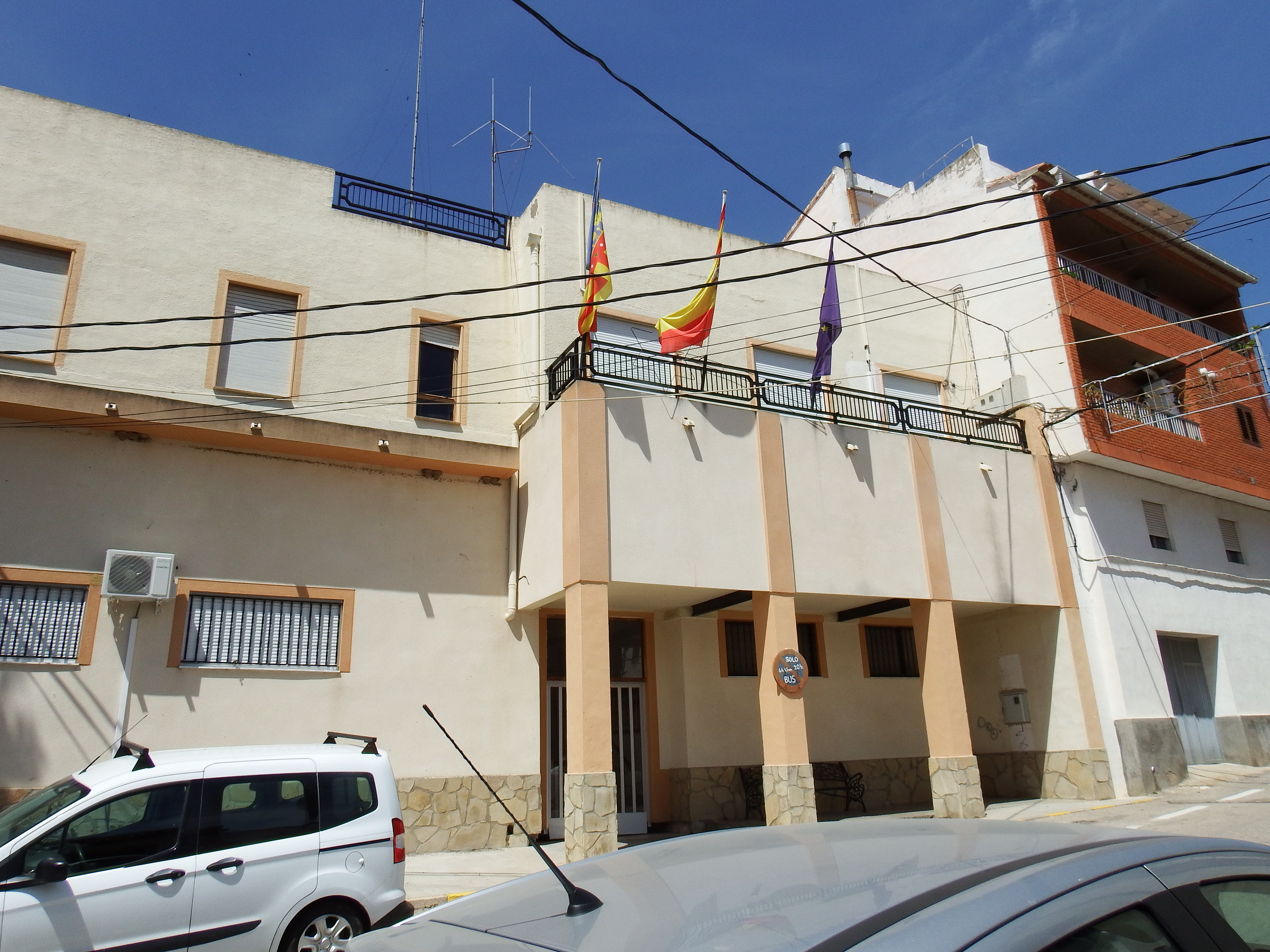
Rathaus